# Olyssa calamitosa
Olyssa calamitosa là một loài bướm đêm trong họ Noctuidae.